# Sør-Aurdal
Sør-Aurdal è un comune norvegese della contea di Innlandet.